# My Way (album của Willie Nelson)
My Way là album phòng thu thứ 68 của Willie Nelson. Album được phát hành vào ngày 14 tháng 9 năm 2018 bởi Legacy Recordings. Album là lời tri ân đến Frank Sinatra, một người bạn thân của Nelson. Album đã chiến thắng ở hạng mục Album giọng pop truyền thống xuất sắc nhất tại lễ trao giải Grammy lần thứ 61, đánh đấu chiến thắng thứ 13 của Nelson với giải thưởng này.

## Bối cảnh thực hiện
Nelson lần đầu tiết lộ về album vào ngày 27 tháng 4 năm 2018, khi đang quảng bá cho album Last Man Standing trong một bài báo xuất bản trên tạp chí Variety, nói rằng Great American Songbook "là một cái giếng sâu, vì những bài hát hay không bao giờ chìm vào quên lãng. Nếu một ca khúc được xem là hay ở thời điểm 100 năm trước, thì ngày nay nó vẫn còn hay."
Album chính thức được thông báo vào ngày 19 tháng 7 năm 2018. Đây là một bộ sưu tập các bài hát có liên quan mật thiết đến Frank Sinatra, người mà Nelson lần đầu nghe đến vào năm 10 tuổi, khi Sinatra tham gia chương trình phát thanh Your Hit Parade. Nelson và Sinatra là hai người bạn thân thiết và ngưỡng mộ những sản phẩm của nhau. Trong thập niên 1980, bộ đôi này đã trình diễn trên cùng sân khấu tại Golden Nugget ở Las Vegas và xuất hiện cùng nhau trong một thông báo về dịch vụ công cộng cho Space Foundation.

## Các đĩa đơn
Đĩa đơn đầu tiên từ album, "Summer Wind", được phát hành cùng ngày với album và đi kèm với video âm nhạc cho bài hát.
Ngày 24 tháng 8 năm, 2018, "I'll Be Around" được phát hành thành đĩa đơn thứ hai của album cùng với video âm nhạc cho bài hát.
Đĩa đơn thứ ba từ album, "One for My Baby (And One More for the Road)" và video âm nhạc của ca khúc, được phát hành vào ngày 10 tháng 9 năm 2018.

## Danh sách bài hát
| STT              | Nhan đề                                                     | Sáng tác                                   | Thời lượng |
| ---------------- | ----------------------------------------------------------- | ------------------------------------------ | ---------- |
| 1.               | "Fly Me to the Moon"                                        | Bart Howard                                | 2:44       |
| 2.               | "Summer Wind"                                               | Heinz Meier, Johnny Mercer                 | 3:23       |
| 3.               | "One for My Baby (And One More for the Road)"               | Harold Arlen, Mercer                       | 3:59       |
| 4.               | "A Foggy Day"                                               | George Gershwin, Ira Gershwin              | 2:57       |
| 5.               | "It Was a Very Good Year"                                   | Ervin Drake                                | 3:56       |
| 6.               | "Blue Moon"                                                 | Richard Rodgers, Lorenz Hart               | 2:37       |
| 7.               | "I'll Be Around"                                            | Alec Wilder                                | 2:59       |
| 8.               | "Night and Day"                                             | Cole Porter                                | 2:48       |
| 9.               | "What Is This Thing Called Love?" (hợp tác với Norah Jones) | Porter                                     | 2:27       |
| 10.              | "Young at Heart"                                            | Johnny Richards, Carolyn Leigh             | 2:46       |
| 11.              | "My Way"                                                    | Paul Anka, Claude François, Jacques Revaux | 4:49       |
| Tổng thời lượng: | Tổng thời lượng:                                            | Tổng thời lượng:                           | 35:25      |

## Xếp hạng

### Xếp hạng tuần
| Bảng xếp hạng (2018)                | Vị trí cao nhất |
| ----------------------------------- | --------------- |
| Album Áo (Ö3 Austria)               | 58              |
| Album Scotland (OCC)                | 31              |
| Album Thụy Sĩ (Schweizer Hitparade) | 75              |